# Coloradoa tadzhica
Coloradoa tadzhica är en insektsart. Coloradoa tadzhica ingår i släktet Coloradoa och familjen långrörsbladlöss. Inga underarter finns listade i Catalogue of Life.